# エリーザベト・フリーデリケ・ゾフィー・フォン・ブランデンブルク＝バイロイト

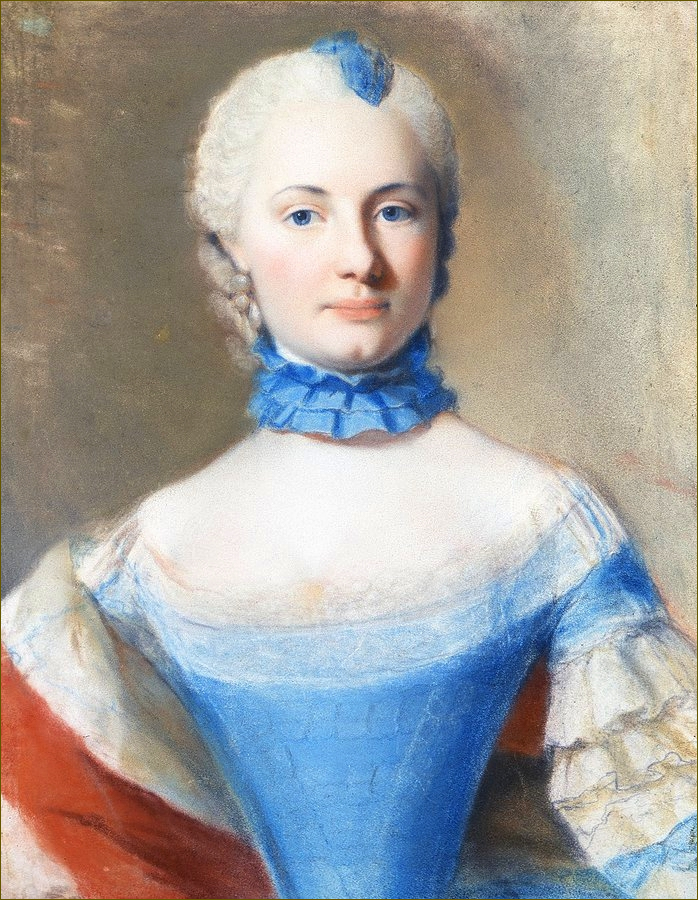
エリーザベト・フリーデリケ・ゾフィーの肖像、ジャン＝エティエンヌ・リオタール画、1746年頃

エリーザベト・フリーデリケ・ゾフィー・フォン・ブランデンブルク＝バイロイト（Elisabeth Friederike Sophie von Brandenburg-Bayreuth, 1732年8月30日 - 1780年4月6日）は、ドイツのブランデンブルク＝バイロイト辺境伯家の侯女で、ヴュルテンベルク公カール・オイゲンの最初の妻。

## 生涯
ブランデンブルク＝バイロイト辺境伯フリードリヒ3世と、プロイセン王フリードリヒ・ヴィルヘルム1世の娘ヴィルヘルミーネとの間の一人娘として生まれた。母親のヴィルヘルミーネは姉妹達の中で弟のフリードリヒ2世（大王）から最も慕われた姉であった。エリーザベトは当時最も美しい女性の一人とされていた。ジャコモ・カサノヴァは彼女を「ドイツで最も見目麗しい姫君」と讃えている。エリーザベトは成長したらしかるべき王侯に嫁ぐべく、厳格な教育を受けた。
1744年1月、バイロイト宮廷を訪れたヴュルテンベルク公カール・オイゲンがエリーザベトに求婚した。母方の叔父のフリードリヒ2世は、カール・オイゲンを2年間プロイセン宮廷に引き取って教育しており、彼とは旧知の仲だったこともあって、エリーザベトにヴュルテンベルク公爵との結婚を勧めた。エリーザベトにはブランデンブルク＝アンスバッハ辺境伯カール・アレクサンダーやデンマーク・ノルウェー王フレゼリク5世からも結婚の打診があったにもかかわらず、エリーザベトの家族は彼女をカール・オイゲンに嫁がせることにした。
エリーザベトとカール・オイゲンの結婚式は1748年9月26日にバイロイトで行われた。この結婚式はバイロイト侯領の歴史の中で最も華やかな祝い事であった。辺境伯歌劇場は開放され、新婚の夫婦の半身像を刻んだ記念コインが発行された。夫妻の結婚生活は最初のうちは幸福だった。ただし、15歳の公爵夫人はヴュルテンベルク公国の統治に関しては全く影響力を持たなかった。しかし、カール・オイゲンはすぐに妻に忠実な夫という仮面をかなぐり捨て、愛妾達と長く一緒にいるようになり、公爵夫妻の間には夫婦喧嘩が起きるようになった。
1750年2月19日、エリーザベトは一人娘のフリーデリケ・ヴィルヘルミーネを出産したが、この娘は1歳の誕生日を過ぎてまもない1751年3月12日に死んだ。夫カール・オイゲンが相変わらず妻を顧みないため、公爵夫妻の間ではますます争いごとが多くなった。1753年にイタリアに旅行した後も公爵夫妻は同居を続けたが、帰国後カール・オイゲンは愛妾と暮らすようになり、このことが新たな夫婦喧嘩を引き起こした。1756年、カール・オイゲンがエリーザベトに知らせずに、彼女の友人であるオペラ歌手のマリアンネ・ピルカーを違法に逮捕・投獄すると、公爵夫妻は完全に別居することになった。
カール・オイゲンは七年戦争ではオーストリア、フランス側についてプロイセン、イギリスと敵対したため、フリードリヒ2世との友人関係も破綻した。
エリーザベトは1756年の秋にバイロイトの実家へ母親を訪ねた際、ヴュルテンベルクに帰国するのを拒んだ。これにより、エリーザベトとカール・オイゲンの結婚生活を存続させるかどうかに関する話し合いが始まった。1759年、エリーザベトの父親とカール・オイゲンの間で、この問題に関する合意が成立した。2人の結婚は解消されず、エリーザベトは今後もヴュルテンベルク公爵夫人のままとされた。カール・オイゲンとヴュルテンベルクの領邦等族は今後もエリーザベトに対し年5万4000グルデンの年金を支払い続けることが取り決められた。ただし、カール・オイゲンは妻の家政に関しては自分が決める権利を確保した。カール・オイゲンはこうした形で妻の言動をチェックし、彼女の生活に影響を与え続けたのだった。
1763年に父が死ぬと、エリーザベトはドンドルフ（現在のエッカースドルフ市域内）の郊外に建つ宮殿を相続した。この宮殿はエリーザベトが相続した時点では建設途中であり、1765年に完成した。彼女はこの宮殿を自分の好みに合う形に改装・装飾し、ファンタイズィー宮殿と名付けた。
1780年、46歳で亡くなり、バイロイトの城内教会に葬られた。